# Пачир
Пачир (мађ. Pacsér) је насеље у Србији у општини Бачка Топола у Севернобачком округу се простире на северним падинама Телечке лесне заравни, у долини речице коју мештани називају Криваја, између Бајмока и Старе Моравице на удаљености од око тридесетак километара југозападно од Суботице. Према попису из 2022. било је 1806 становника.

## Историја
Назив Пачир први пут се спомиње у једној овереној тапији о поседу из 1409. године, где се јавља у облику Pacher. Пола века касније, тачније 16. фебруара 1462. године, праведни краљ Матија Корвин својој мајци Јелисавети Силађи, уз села Gyurge, Бајмок, Напфен, Чонтафејер, Будакутха и других у околини Суботице, поклања у циљу увећања сјаја њеног двора и село Pacher.
Две деценије касније — 9. јула 1481. године — краљ дарује Pachyr Peteru Beliegi Markosu. Године 1504. село поново добија новог власника, Имреа Терека.
Од 1541. године и повремених инвазија турске османлијске армије, односно њених харачко-пљачкашких похода доводе до општег разарања и уништења пачирске насеобине. Године 1580. село се још помиње као насеље са 16. пореских обвезника, али већ 1680. нема ни једног становника и остаје ненасељено све до почетка 18. века. Били су потребни поновно освајање Будима (1686) и победа у ослободилачком рату након тога, да би тек 20-их година 18. века започело ново раздобље у историји села. Од 1726. године, наиме пачирску пустару, која се простирала у плодној долини Криваје (18.537 катастарских жутара), поседовали су сомборски граничари. Ту је прво само неколико њихових пастирских породица направило привремене пастирске колибе, да би касније изградили и куће за стално становање.
Сомборско градско поглаварство је подстицало оне који су желели да се на том месту настане за стално, па је са дворском комором 1766. године склопљен уговор о насељавању пачирског атара, у то време највеће камералне пустаре у Бачкој. Према одредбама тог уговора, Сомбор је био обавезан да у пачирској долини, у року од три године, насели 40 породица, што је и учињено. Тако је почетком 70-их година 18. века у пореској евиденцији жупаније село имало убележено 35 власника поседа са 45 кућа и 60 других опорезованих објеката. Становници наведени у пореској евиденцији били су бивши српски граничари недавно (1741. године) укинуте Војне крајине, који су већ 1777. године (а не 1733.) изградили и своју цркву.
Поједини истраживачи, ослањајући се на саопштење Едена Дудаша, заснованом на усменом предању (које је оснивање цркве као институционалне организације заменило са њеном изградњом.), изградњу српске цркве стављају у 1733. годину, занемарујући при томе логичан след догађаја и предвиђајући важну чињеницу да је Cothmann Antal, камерални (дворски) саветник, обишавши 1763. године ово подручје са задатком да утврди могућности насељавања Бачке, нашао следеће стање: „Пачир је највећа пустара дворске коморе у Бачкој, коју у закуп држе Сомборци за 100 форинти. Тло је доста плодно, али се вода може наћи само уздуж долине“. Предложио је да се виши делови подручја унапреде пошумљавањем, а долина насели мађарским католичким породицама. Образложење: „Пошто је у долини вода добра, а тло плодно, на њему може живети не само многољудно село, већ се може држати и бројна стока, а од тога проистекла и општа корист пошто сада од Чонопље до Суботице нема ни једног села, ни једне куће, успутно ново село било би добро и корисно и за путнике намернике“. Организовано насељавање постаје интензивније од 1783. године, а 1786. се углавном завршава досељавањем Нађкуншагских Мађара реформатске вере из Кишујсалаша. Прве године биле се тешке, не само због тога што је све требало започети изнова, већ и због сушних година и других елементарних недаћа.
Овде се налазе Реформаторско-хришћанска црква и парохијска кућа у Пачиру и Капела на Католичком гробљу у Пачиру.

## Туризам
Пачирска бања, лепо уређено купалиште са термалном водом јединствено у Војводини и уопште у овом делу Европе. Топла вода у Пачиру долази са дубине од 1400 метара и слана је, што посету овој бањи чини јединственим искуством. На свом путу ка површини вода пролази кроз различите слојеве стена, где је обогаћена минералима. Вода садржи натријум, јод, сулфат, бром и многе друге минерале који промовишу здравље. Температура воде када изађе на површину је 72 степена, а када се охлади достиже температуру од 30 до 35 степени.Вода има мирис јода и фенола, али се на то можете навикнути за неколико минута. Пачирска бања језеро од 2.000 квадратних метара, а отворена су и два затворена базена, који раде и зими. Имају облик баре, а дубина воде се повећава према средини и достиже 1,70. Дно је прекривено заобљеним каменчићима који су изузетно угодни за стопала при ходању у води. Око језера има места за око 150 људи. Обезбеђен је бесплатан паркинг и бежични интернет, а у бањском центру можете купити посластицу за малишане или ручати.У Пачиру се налази веома лепо изграђен Ловачки дом „Дијана“, у лепом сеоском окружењу, који има три опремљене собе спремне да приме 10 особа.На око 2,5 км од Пачира налази се Багрем шумa, језеро изграђен 1974. године, где ce може активно пецање.

## Образовање
У овом малом селу образовање почиње одмах после насељавања пачирске пустаре, тј. 1786. године. Досељени Мађари из Кишујсалаша су изградили прву школу. Од 1796. године образовање се одвија и на српском језику.
Дана 01.02.2001. године је почело са радом Обданиште. Капацитет Обданишта је 25 деце старости 3-4 године. Обданиште запошљава 1 координатора, 2 васпитача и 1 чистачицу. Радно време је сваки радни дан од 08 до 12 часова. Финансијска одрживост умногоме зависи од донираних новчаних средстава како из иностранства тако и од разних домаћих правних и физичких лица добијених на тендерима.
Забавиште се налази недалеко од центра насеља. Иначе се ради о старој згради, која се редовно одржава. Образовање деце се врши двојезично, на српском и мађарском језику. Забавиште „Бамби“ функционише у склопу Организације за одгој деце „Бамби“ из Бачке Тополе.
У шездесетим годинама двадесетог века почела је изградња нове школе, која је завршена 1970. године. Настава је извођена у модерно опремљеним кабинетима и у кратком року је изграђена прва фискултурна сала у околини. Школа данас своју делатност обавља у адаптираној згради на укупној површини од 9450 m2, од чега је затвореног простора 2534 квадратна метра. Школа има 16 одељења са укупно 274 ученика и 41 радника.
Посебан квалитет школе је неговање међунационалне сарадње које се већ традиционално обнављају сваке године са школама у иностранству. Школа је вишегодишњи домаћин летњих кампова који служе зближавању и едукацији младих из целе Војводине. Школа има развијен облик самоорганизовања кроз Ученичку заједницу, која целе године организује разне манифестације и активности за ученике и наставнике. У последње време школа остварује сарадњу и са месном телевизијом.

## Демографија
У насељу Пачир живи 2397 пунолетних становника, а просечна старост становништва износи 42,9 година (40,5 код мушкараца и 45,1 код жена). У насељу има 1198 домаћинстава, а просечан број чланова по домаћинству је 2,46.
Становништво у овом насељу веома је нехомогено, а у последња три пописа, примећен је пад у броју становника.
|  |

| Демографија | Демографија | Демографија |
| Година      | Становника  | Становника  |
| ----------- | ----------- | ----------- |
| 1948.       | 4.907       |             |
| 1953.       | 4.806       |             |
| 1961.       | 4.754       |             |
| 1971.       | 4.189       |             |
| 1981.       | 3.871       |             |
| 1991.       | 3.309       | 3.213       |
| 2002.       | 2.948       | 3.004       |
| 2011.       | 2.580       |             |

| Етнички састав према попису из 2002.‍ | Етнички састав према попису из 2002.‍ | Етнички састав према попису из 2002.‍ | Етнички састав према попису из 2002.‍ | Етнички састав према попису из 2002.‍ |
| ------------------------------------ | ------------------------------------ | ------------------------------------ | ------------------------------------ | ------------------------------------ |
|                                      |                                      |                                      |                                      |                                      |
| Мађари                               | Мађари                               |                                      | 1.766                                | 59,90%                               |
| Срби                                 | Срби                                 |                                      | 864                                  | 29,30%                               |
| Буњевци                              | Буњевци                              |                                      | 68                                   | 2,30%                                |
| Југословени                          | Југословени                          |                                      | 55                                   | 1,86%                                |
| Хрвати                               | Хрвати                               |                                      | 45                                   | 1,52%                                |
| Роми                                 | Роми                                 |                                      | 29                                   | 0,98%                                |
| Немци                                | Немци                                |                                      | 6                                    | 0,20%                                |
| Бошњаци                              | Бошњаци                              |                                      | 5                                    | 0,16%                                |
| Црногорци                            | Црногорци                            |                                      | 4                                    | 0,13%                                |
| Муслимани                            | Муслимани                            |                                      | 4                                    | 0,13%                                |
| Словенци                             | Словенци                             |                                      | 3                                    | 0,10%                                |
| Румуни                               | Румуни                               |                                      | 3                                    | 0,10%                                |
| Словаци                              | Словаци                              |                                      | 2                                    | 0,06%                                |
| Русини                               | Русини                               |                                      | 2                                    | 0,06%                                |
| Украјинци                            | Украјинци                            |                                      | 1                                    | 0,03%                                |
| Македонци                            | Македонци                            |                                      | 1                                    | 0,03%                                |
| Албанци                              | Албанци                              |                                      | 1                                    | 0,03%                                |
| непознато                            | непознато                            |                                      | 6                                    | 0,20%                                |

| Етнички састав према попису из 2011.‍ | Етнички састав према попису из 2011.‍ | Етнички састав према попису из 2011.‍ | Етнички састав према попису из 2011.‍ | Етнички састав према попису из 2011.‍ |
| ------------------------------------ | ------------------------------------ | ------------------------------------ | ------------------------------------ | ------------------------------------ |
|                                      |                                      |                                      |                                      |                                      |
| Мађари                               | Мађари                               |                                      | 1.558                                | 60,4%                                |
| Срби                                 | Срби                                 |                                      | 720                                  | 27,9%                                |
| остали                               | остали                               |                                      | 302                                  | 11,7%                                |

| \| \| м \| \| \| ж \| \| ? \| 1 \| \| \| 2 \| \| 80+ \| 42 \| \| \| 68 \| \| 75—79 \| 35 \| \| \| 93 \| \| 70—74 \| 67 \| \| \| 109 \| \| 65—69 \| 95 \| \| \| 114 \| \| 60—64 \| 91 \| \| \| 116 \| \| 55—59 \| 87 \| \| \| 109 \| \| 50—54 \| 113 \| \| \| 85 \| \| 45—49 \| 108 \| \| \| 103 \| \| 40—44 \| 89 \| \| \| 98 \| \| 35—39 \| 110 \| \| \| 80 \| \| 30—34 \| 87 \| \| \| 75 \| \| 25—29 \| 93 \| \| \| 83 \| \| 20—24 \| 96 \| \| \| 83 \| \| 15—19 \| 80 \| \| \| 80 \| \| 10—14 \| 79 \| \| \| 83 \| \| 5—9 \| 82 \| \| \| 74 \| \| 0—4 \| 77 \| \| \| 61 \| \| Просек : \| 40,5 \| \| \| 45,1 \| |      |  |  |      |
| |      |  |  |      |
| | м    |  |  | ж    |
| ? | 1    |  |  | 2    |
| 80+ | 42   |  |  | 68   |
| 75—79 | 35   |  |  | 93   |
| 70—74 | 67   |  |  | 109  |
| 65—69 | 95   |  |  | 114  |
| 60—64 | 91   |  |  | 116  |
| 55—59 | 87   |  |  | 109  |
| 50—54 | 113  |  |  | 85   |
| 45—49 | 108  |  |  | 103  |
| 40—44 | 89   |  |  | 98   |
| 35—39 | 110  |  |  | 80   |
| 30—34 | 87   |  |  | 75   |
| 25—29 | 93   |  |  | 83   |
| 20—24 | 96   |  |  | 83   |
| 15—19 | 80   |  |  | 80   |
| 10—14 | 79   |  |  | 83   |
| 5—9 | 82   |  |  | 74   |
| 0—4 | 77   |  |  | 61   |
| Просек : | 40,5 |  |  | 45,1 |

| Година пописа     | 1948. | 1953. | 1961. | 1971. | 1981. | 1991. | 2002. |
| ----------------- | ----- | ----- | ----- | ----- | ----- | ----- | ----- |
| Број домаћинстава | 1.514 | 1.629 | 1.712 | 1.483 | 1.498 | 1.334 | 1.198 |

| Број чланова      | 1   | 2   | 3   | 4   | 5  | 6  | 7 | 8 | 9 | 10 и више | Просек |
| ----------------- | --- | --- | --- | --- | -- | -- | - | - | - | --------- | ------ |
| Број домаћинстава | 343 | 363 | 222 | 184 | 53 | 24 | 6 | 1 | 2 | 0         | 2,46   |

| Пол    | Укупно | Неожењен/Неудата | Ожењен/Удата | Удовац/Удовица | Разведен/Разведена | Непознато |
| ------ | ------ | ---------------- | ------------ | -------------- | ------------------ | --------- |
| Мушки  | 1.194  | 342              | 721          | 70             | 61                 | 0         |
| Женски | 1.298  | 190              | 719          | 310            | 78                 | 1         |
| УКУПНО | 2.492  | 532              | 1.440        | 380            | 139                | 1         |

| Пол    | Укупно                    | Пољопривреда, лов и шумарство | Рибарство                            | Вађење руде и камена | Прерађивачка индустрија       |
| ------ | ------------------------- | ----------------------------- | ------------------------------------ | -------------------- | ----------------------------- |
| Мушки  | 628                       | 343                           | 0                                    | 0                    | 147                           |
| Женски | 296                       | 132                           | 0                                    | 0                    | 60                            |
| Укупно | 924                       | 475                           | 0                                    | 0                    | 207                           |
|        |                           |                               |                                      |                      |                               |
| Пол    | Производња и снабдевање   | Грађевинарство                | Трговина                             | Хотели и ресторани   | Саобраћај, складиштење и везе |
| Мушки  | 7                         | 43                            | 20                                   | 9                    | 15                            |
| Женски | 0                         | 1                             | 35                                   | 3                    | 3                             |
| Укупно | 7                         | 44                            | 55                                   | 12                   | 18                            |
|        |                           |                               |                                      |                      |                               |
| Пол    | Финансијско посредовање   | Некретнине                    | Државна управа и одбрана             | Образовање           | Здравствени и социјални рад   |
| Мушки  | 3                         | 1                             | 13                                   | 6                    | 9                             |
| Женски | 1                         | 0                             | 5                                    | 18                   | 26                            |
| Укупно | 4                         | 1                             | 18                                   | 24                   | 35                            |
|        |                           |                               |                                      |                      |                               |
| Пол    | Остале услужне активности | Приватна домаћинства          | Екстериторијалне организације и тела | Непознато            | Непознато                     |
| Мушки  | 11                        | 1                             | 0                                    | 0                    | 0                             |
| Женски | 10                        | 2                             | 0                                    | 0                    | 0                             |
| Укупно | 21                        | 3                             | 0                                    | 0                    | 0                             |

## Спорт
Овде постоји ФК Бачка Пачир.